# Ömnögovi, Uvs
Ömnögovi (tiếng Mông Cổ: Өмнөговь) là một sum của tỉnh Uvs ở Mông Cổ. Vào năm 2008, dân số của sum là 4.336 người.

## Địa lý
Sum có diện tích khoảng 3.200 km2. Trung tâm sum, Namir, nằm cách thủ đô Ulaanbaatar 1.650 km.

### Khí hậu
Ömnögovi có khí hậu bán khô hạn (phân loại khí hậu Köppen BSk) với mùa hè ấm áp và mùa đông lạnh giá. Nhiệt độ tối thiểu trung bình vào tháng 1 là −28,3 °C (−18,9 °F) và nhiệt độ thấp nhất là −45,5 °C (−49,9 °F) đã được ghi nhận. Hầu hết lượng mưa rơi vào mùa hè, với một lượng tuyết rơi vào các tháng liền kề của tháng Năm và tháng Chín. Mùa đông rất khô.
| Dữ liệu khí hậu của Ömnögovi             | Dữ liệu khí hậu của Ömnögovi | Dữ liệu khí hậu của Ömnögovi | Dữ liệu khí hậu của Ömnögovi | Dữ liệu khí hậu của Ömnögovi | Dữ liệu khí hậu của Ömnögovi | Dữ liệu khí hậu của Ömnögovi | Dữ liệu khí hậu của Ömnögovi | Dữ liệu khí hậu của Ömnögovi | Dữ liệu khí hậu của Ömnögovi | Dữ liệu khí hậu của Ömnögovi | Dữ liệu khí hậu của Ömnögovi | Dữ liệu khí hậu của Ömnögovi | Dữ liệu khí hậu của Ömnögovi |
| Tháng                                    | 1                            | 2                            | 3                            | 4                            | 5                            | 6                            | 7                            | 8                            | 9                            | 10                           | 11                           | 12                           | Năm                          |
| ---------------------------------------- | ---------------------------- | ---------------------------- | ---------------------------- | ---------------------------- | ---------------------------- | ---------------------------- | ---------------------------- | ---------------------------- | ---------------------------- | ---------------------------- | ---------------------------- | ---------------------------- | ---------------------------- |
| Cao kỉ lục °C (°F)                       | 3.2 (37.8)                   | 8.2 (46.8)                   | 17.5 (63.5)                  | 24.3 (75.7)                  | 28.3 (82.9)                  | 31.3 (88.3)                  | 33.6 (92.5)                  | 38.9 (102.0)                 | 29.7 (85.5)                  | 24.4 (75.9)                  | 11.9 (53.4)                  | 9.2 (48.6)                   | 38.9 (102.0)                 |
| Trung bình ngày tối đa °C (°F)           | −15.2 (4.6)                  | −11.1 (12.0)                 | −0.4 (31.3)                  | 8.6 (47.5)                   | 16.7 (62.1)                  | 21.6 (70.9)                  | 22.5 (72.5)                  | 21.0 (69.8)                  | 15.3 (59.5)                  | 6.9 (44.4)                   | −3.8 (25.2)                  | −13.1 (8.4)                  | 5.8 (42.3)                   |
| Trung bình ngày °C (°F)                  | −22.6 (−8.7)                 | −19.5 (−3.1)                 | −8.6 (16.5)                  | 1.0 (33.8)                   | 9.5 (49.1)                   | 15.0 (59.0)                  | 16.2 (61.2)                  | 14.2 (57.6)                  | 7.9 (46.2)                   | −0.6 (30.9)                  | −10.9 (12.4)                 | −20.3 (−4.5)                 | −1.6 (29.2)                  |
| Tối thiểu trung bình ngày °C (°F)        | −28.4 (−19.1)                | −26.0 (−14.8)                | −16.0 (3.2)                  | −6.1 (21.0)                  | 2.2 (36.0)                   | 8.2 (46.8)                   | 10.5 (50.9)                  | 8.2 (46.8)                   | 1.2 (34.2)                   | −6.3 (20.7)                  | −16.4 (2.5)                  | −25.1 (−13.2)                | −7.8 (17.9)                  |
| Thấp kỉ lục °C (°F)                      | −45.5 (−49.9)                | −42.3 (−44.1)                | −35.6 (−32.1)                | −23.1 (−9.6)                 | −16.9 (1.6)                  | −3.0 (26.6)                  | 1.5 (34.7)                   | −1.8 (28.8)                  | −18.5 (−1.3)                 | −22.0 (−7.6)                 | −31.8 (−25.2)                | −42.8 (−45.0)                | −45.5 (−49.9)                |
| Lượng Giáng thủy trung bình mm (inches)  | 0.7 (0.03)                   | 0.5 (0.02)                   | 1.9 (0.07)                   | 4.3 (0.17)                   | 6.8 (0.27)                   | 24.9 (0.98)                  | 44.6 (1.76)                  | 27.0 (1.06)                  | 12.2 (0.48)                  | 3.0 (0.12)                   | 1.3 (0.05)                   | 1.4 (0.06)                   | 128.6 (5.07)                 |
| Số ngày giáng thủy trung bình (≥ 1.0 mm) | 0.1                          | 0.3                          | 0.6                          | 1.0                          | 1.6                          | 4.3                          | 4.2                          | 4.5                          | 2.1                          | 0.5                          | 0.3                          | 0.5                          | 20                           |
| Nguồn: NOAA (1963-1990)                  |                              |                              |                              |                              |                              |                              |                              |                              |                              |                              |                              |                              |                              |

## Hành chính
Sum được chia thành 5 bag (xã):
- Kholboo
- Uliast
- Orlogo
- Bayangol
- Namir

## Kinh tế
Sum có một trường học, bệnh viện và khu dịch vụ.